# Iszka
Iszka (ukránul: Ізки) település Ukrajnában, Kárpátalján, a Huszti járásban.

## Fekvése
A Szolyvai-havasok alatt, Ökörmezőtől északnyugatra, Kelecsény és Padóc közt fekvő település.
A település környékén hegyikristály is található.

## Története
Iszka egykori földesurai a Perényi család, az Urayak és a Szathmáryak voltak.
Iszka a 20. század elején Máramaros vármegye Ökörmezői járásához tartozott. 1910-ben 922 lakosából 42 magyar, 270 német, 608 ruszin volt. Ebből 36 római katolikus, 612 görögkatolikus, 269 izraelita volt.
1991-ben körülbelül 850 lakosa volt és önálló tanáccsal rendelkezett.

## Nevezetességek
- Görögkatolikus fatemplom és harangtorony - 1798-ban Szent Miklós tiszteletére épült. A hosszúhajós templom bejárata feletti négyzetes torony kiképzése emlékeztet a kőtemplomok kialakítására, felső szintjén ablakkal, többszörös osztású, szerény méretű sisakkal. Harangtornya négyzetes alaprajzú, háromszintes, sátortetővel fedett.